# Je me suis souvent demandé
 (août 2025).
Motif : pas de sources secondaires centrées distantes de deux ans
- Archive Wikiwix
- Bing
- Cairn
- DuckDuckGo
- E. Universalis
- Gallica
- Google
- G. Books
- G. News
- G. Scholar
- Persée
- Qwant
- (zh) Baidu
- (ru) Yandex
- (wd) trouver des œuvres sur Wikidata

| 1. | Préciser le motif de la pose du bandeau. | Précisez le motif de la pose du bandeau en utilisant la syntaxe suivante : {{admissibilité à vérifier\|date=août 2025\|motif=remplacez ce texte par le motif}}                                  |
| 2. | Informer les utilisateurs concernés.     | Pensez à avertir le créateur de l'article, par exemple, en insérant le code ci-dessous sur sa page de discussion : {{subst:avertissement admissibilité à vérifier\|Je me suis souvent demandé}} |

Je me suis souvent demandé est une chanson composée (et chantée) par Bobbejaan Schoepen (alias Bobby Jann). En France, Richard Anthony a obtenu un grand succès avec l'adaptation en français en 1965: n°1 en France (Billboard 3 avril 1965). Les paroles sont écrites par l'auteur parisien Fernand Bonifay qui a gardé le titre littéral de la chanson néerlandaise de Bobbejaan Schoepen et Jan Berghmans Ik heb me dikwijls afgevraagd (1964).
Richard Anthony en fera aussi un hit en Argentine sous le titre Me he preguntado muchas veces (titre alt. A Veces Me Pregunto). (n°1 en Argentine - Billboard 25 décembre 1965) 
En 30 juin 1965 à Paris, ce morceau valut à Schoepen une distinction artistique en tant que compositeur: « Éducation Artistique, diplôme de Croix d’Honneur de Chevalier »,. 
En 2008 Bobbejaan a repris Je me suis souvent demandé pour son nouvel album, en duo avec la chanteuse belge Axelle Red.

## Paroles
Je me suis souvent demandé
Comment il se fait qu'un maçon
N'a presque jamais sa maison
Je me suis souvent demandé
Pourquoi les noirs eux n'avaient pas
Comme les blancs les mêmes droits
(...)